# Citi Open 2016 - Qualificazioni singolare maschile
Le qualificazioni del singolare maschile del Citi Open 2016 sono state un torneo di tennis preliminare per accedere alla fase finale della manifestazione. I vincitori dell'ultimo turno sono entrati di diritto nel tabellone principale. In caso di ritiro di uno o più giocatori aventi diritto a questi sono subentrati i lucky loser, ossia i giocatori che hanno perso nell'ultimo turno ma che avevano una classifica più alta rispetto agli altri partecipanti che avevano comunque perso nel turno finale.

## Teste di serie
1. Dennis Novikov (ultimo turno)
2. Vincent Millot (qualificato)
3. Jared Donaldson (qualificato)
4. Ryan Harrison (qualificato)
5. Matthew Barton (ultimo turno)
6. James Duckworth (qualificato)

1. Alexander Sarkissian (ultimo turno)
2. Amir Weintraub (ultimo turno)
3. Alejandro Falla (ultimo turno, ritirato)
4. Ernesto Escobedo (qualificato)
5. Marinko Matosevic (ultimo turno)
6. Alex Kuznetsov (qualificato)

## Qualificati
1. Ernesto Escobedo
2. Vincent Millot
3. Jared Donaldson

1. Ryan Harrison
2. Alex Kuznetsov
3. James Duckworth

## Tabellone

### Legenda
| - Q = Qualificato - WC = Wild card - LL = Lucky loser | - ALT = Alternate - SE = Special Exempt - PR = Protected Ranking | - w/o = Walkover - r = Ritirato - d = Squalificato |

### Sezione 1
|  | Primo turno | Primo turno      | Primo turno      | Primo turno | Primo turno |  |  | Ultimo turno | Ultimo turno     | Ultimo turno     | Ultimo turno | Ultimo turno |  |
|  |             |                  |                  |             |             |  |  |              |                  |                  |              |              |  |
|  |             |                  |                  |             |             |  |  |              |                  |                  |              |              |  |
|  |             |                  |                  |             |             |  |  | 1            | Dennis Novikov   | Dennis Novikov   | 63           | 4            |  |
|  | WC          | Leon Vessels     | Leon Vessels     | 1           | 1           |  |  | 10           | Ernesto Escobedo | Ernesto Escobedo | 7            | 6            |  |
|  | 10          | Ernesto Escobedo | Ernesto Escobedo | 6           | 6           |  |  |              |                  |                  |              |              |  |

### Sezione 2
|  | Primo turno | Primo turno        | Primo turno | Primo turno | Primo turno |  |  | Ultimo turno | Ultimo turno    | Ultimo turno | Ultimo turno | Ultimo turno |  |
|  |             |                    |             |             |             |  |  |              |                 |              |              |              |  |
|  |             |                    |             |             |             |  |  |              |                 |              |              |              |  |
|  |             |                    |             |             |             |  |  | 2            | Vincent Millot  | 63           | 7            | 4            |  |
|  |             | Mackenzie McDonald | 3           | 6           | 64          |  |  | 9            | Alejandro Falla | 7            | 5            | 1r           |  |
|  | 9           | Alejandro Falla    | 6           | 3           | 7           |  |  |              |                 |              |              |              |  |

### Sezione 3
|  | Primo turno | Primo turno       | Primo turno       | Primo turno | Primo turno |  |  | Ultimo turno | Ultimo turno      | Ultimo turno      | Ultimo turno | Ultimo turno |  |
|  |             |                   |                   |             |             |  |  |              |                   |                   |              |              |  |
|  |             |                   |                   |             |             |  |  |              |                   |                   |              |              |  |
|  |             |                   |                   |             |             |  |  | 3            | Jared Donaldson   | Jared Donaldson   | 7            | 6            |  |
|  | Alt         | Scott Lipsky      | Scott Lipsky      | 1           | 0           |  |  | 11           | Marinko Matosevic | Marinko Matosevic | 69           | 4            |  |
|  | 11          | Marinko Matosevic | Marinko Matosevic | 6           | 6           |  |  |              |                   |                   |              |              |  |

### Sezione 4
|  | Primo turno | Primo turno    | Primo turno    | Primo turno | Primo turno |  |  | Ultimo turno | Ultimo turno   | Ultimo turno   | Ultimo turno | Ultimo turno |  |
|  |             |                |                |             |             |  |  |              |                |                |              |              |  |
|  |             |                |                |             |             |  |  |              |                |                |              |              |  |
|  |             |                |                |             |             |  |  | 4            | Ryan Harrison  | Ryan Harrison  | 6            | 6            |  |
|  | WC          | Ryan Shane     | Ryan Shane     | 4           | 2           |  |  | 8            | Amir Weintraub | Amir Weintraub | 4            | 3            |  |
|  | 8           | Amir Weintraub | Amir Weintraub | 6           | 6           |  |  |              |                |                |              |              |  |

### Sezione 5
|  | Primo turno | Primo turno        | Primo turno        | Primo turno | Primo turno |  |  | Ultimo turno | Ultimo turno   | Ultimo turno   | Ultimo turno | Ultimo turno |  |
|  |             |                    |                    |             |             |  |  |              |                |                |              |              |  |
|  | 5           | Matthew Barton     | Matthew Barton     | 6           | 6           |  |  |              |                |                |              |              |  |
|  | WC          | Nikita-Girey Demir | Nikita-Girey Demir | 0           | 1           |  |  | 5            | Matthew Barton | Matthew Barton | 4            | 3            |  |
|  | Alt         | Eric Butorac       | Eric Butorac       | 2           | 2           |  |  | 12           | Alex Kuznetsov | Alex Kuznetsov | 6            | 6            |  |
|  | 12          | Alex Kuznetsov     | Alex Kuznetsov     | 6           | 6           |  |  |              |                |                |              |              |  |

### Sezione 6
|  | Primo turno | Primo turno          | Primo turno          | Primo turno | Primo turno |  |  | Ultimo turno | Ultimo turno         | Ultimo turno | Ultimo turno | Ultimo turno |  |
|  |             |                      |                      |             |             |  |  |              |                      |              |              |              |  |
|  | 6           | James Duckworth      | James Duckworth      | 6           | 6           |  |  |              |                      |              |              |              |  |
|  | WC          | Ulises Blanch        | Ulises Blanch        | 1           | 4           |  |  | 6            | James Duckworth      | 4            | 7            | 6            |  |
|  |             | Nathan Pasha         | Nathan Pasha         | 1           | 1           |  |  | 7            | Alexander Sarkissian | 6            | 65           | 2            |  |
|  | 7           | Alexander Sarkissian | Alexander Sarkissian | 6           | 6           |  |  |              |                      |              |              |              |  |